# NGC 3773
NGC 3773 est une petite galaxie lenticulaire située dans la constellation du Lion. Sa vitesse par rapport au fond diffus cosmologique est de 1 332 ± 24 km/s, ce qui correspond à une distance de Hubble de 19,64 ± 1,42 Mpc (∼64,1 millions d'al). NGC 3773 a été découverte par l'astronome germano-britannique William Herschel en 1784.
NGC 3773 est une galaxie dont le noyau brille dans le domaine de l'ultraviolet. Elle est inscrite dans le catalogue de Markarian sous la cote Mrk 743 (MK 743).
NGC 3773 présente une large raie HI et c'est une galaxie à sursaut de formation d'étoiles.
À ce jour, deux mesures non basées sur le décalage vers le rouge (redshift) donnent une distance de 17,050 ± 0,071 Mpc (∼55,6 millions d'al), ce qui est légèrement à l'extérieur des valeurs de la distance de Hubble. Mais, puisque cette galaxie est relativement rapprochée du Groupe local, il est probable que cette valeur soit plus près de la distance réelle de NGC 3773. Notons que c'est avec la valeur moyenne des mesures indépendantes, lorsqu'elles existent, que la base de données NASA/IPAC calcule le diamètre d'une galaxie.
Selon Abraham Mahtessian, NGC 3773 et NGC 3810 forment une paire de galaxies.